# 切列梅涅茨科耶湖
58°36′44.8″N 29°57′36.2″E / 58.612444°N 29.960056°E
切列梅涅茨科耶湖（俄语：Череменецкое озеро），是俄羅斯的湖泊，位於該國西北部，由列寧格勒州負責管轄，長14.7公里、寬1.8公里，面積15平方公里，海拔高度38.6米，集水區面積496平方公里，平均水深8米，最大水深27米。